# Geles Cabrera
Geles Cabrera (Ciudad de México, 2 de agosto de 1926) es una artista escultora mexicana, fundadora del Salón de la Plástica Mexicana. Reconocida como pionera de las escultoras en México y primera en trabajar con la escultura de manera profesional, con trayectoria reconocida por el INBAL; con estudios en la Academia de San Carlos y en la Escuela Nacional de Pintura y Escultura “La Esmeralda”, en México; así como en la Academia de San Alejandro, en Cuba.  Acreedora del Primer Premio en el XXXI Salón de Bellas Artes de La Habana en 1949 y el Primer Premio de Escultura en Gabrovo, Bulgaria en 1985.

## Biografía
Geles Cabrera nació el 2 de agosto de 1926 en la Ciudad de México, hija del ingeniero Salvador Cabrera, y su madre, Jovita Álvarado; su primer acercamiento con el trabajo artístico y lo que consolidaría su producción más avanzada de edad, sucede cuando ella era una niña: Geles solía trabajar con papel maché, ya que su padre era el responsable de la primera fábrica de este material en el país. Este primer acercamiento significó el inicio de un camino de exploración hacia las artes visuales.
Después de sus primeros años en la Academia de San Carlos (1944–46) comenzó a trabajar con diversos materiales y temas; aunque en un inicio no tenía un espacio en dónde trabajar, ya que los grupos de escultores y pintores eran selectos y difícilmente se accedía a ellos, además estaban dirigidos principalmente a hombres, y el ser mujer complicaba su acceso aún más; esta situación hizo que Geles generara un espacio para crear, independiente de los grupos y colectivos ya existentes. Aunque le tomó tiempo tener un estudio propio, estaba convencida de que trabajando se ganaría el respeto como artista escultórica. Es así que, el primer espacio que tuvo para realizar producciones de gran tamaño fue en Televisa: el escultor que estaba encargado de hacer piezas decorativas, le otorgó un espacio para trabajar a cambio de hacer esculturas para la empresa.
Tras una breve estancia en Cuba con su familia, donde se inscribió a la Academia de San Alejandro (1947–49), se integró a la Escuela Nacional de Pintura, Escultura y Grabado La Esmeralda (1949). Para Geles, cada una de las etapas de su formación fue fundamental y diferente. En San Carlos, la educación estaba enfocada en los modelos clásicos y en la creación preciosista, mientras que en La Esmeralda tuvo la oportunidad de trabajar con mayor libertad creativa y explorar otros materiales.
Tuvo su primera exposición individual, en 1948 en la Galería Mont Orendain, el título que daría nombre a la muestra hace alusión al hecho de que fue la primera mujer en México que practicó la escultura profesionalmente. Tiempo después, en 1966 creó el Museo Geles Cabrera en Coyoacán, ubicado en el entonces Distrito Federal, que durante muchos años sostuvo y gestionó por cuenta propia.
En 1971, forma el colectivo GUCADIGO, acróstico de sus integrantes: Ángela GUrría, Geles CAbrera, Juan Luis DÍaz y Mathias GOeritz. El grupo incursiona en el Land Art al realizar obras monumentales a lo largo de una carretera de Villahermosa, Tabasco, fechadas en 1975. Estas obras fueron destruidas poco después, convirtiéndose en un capítulo perdido de la escultura en México.

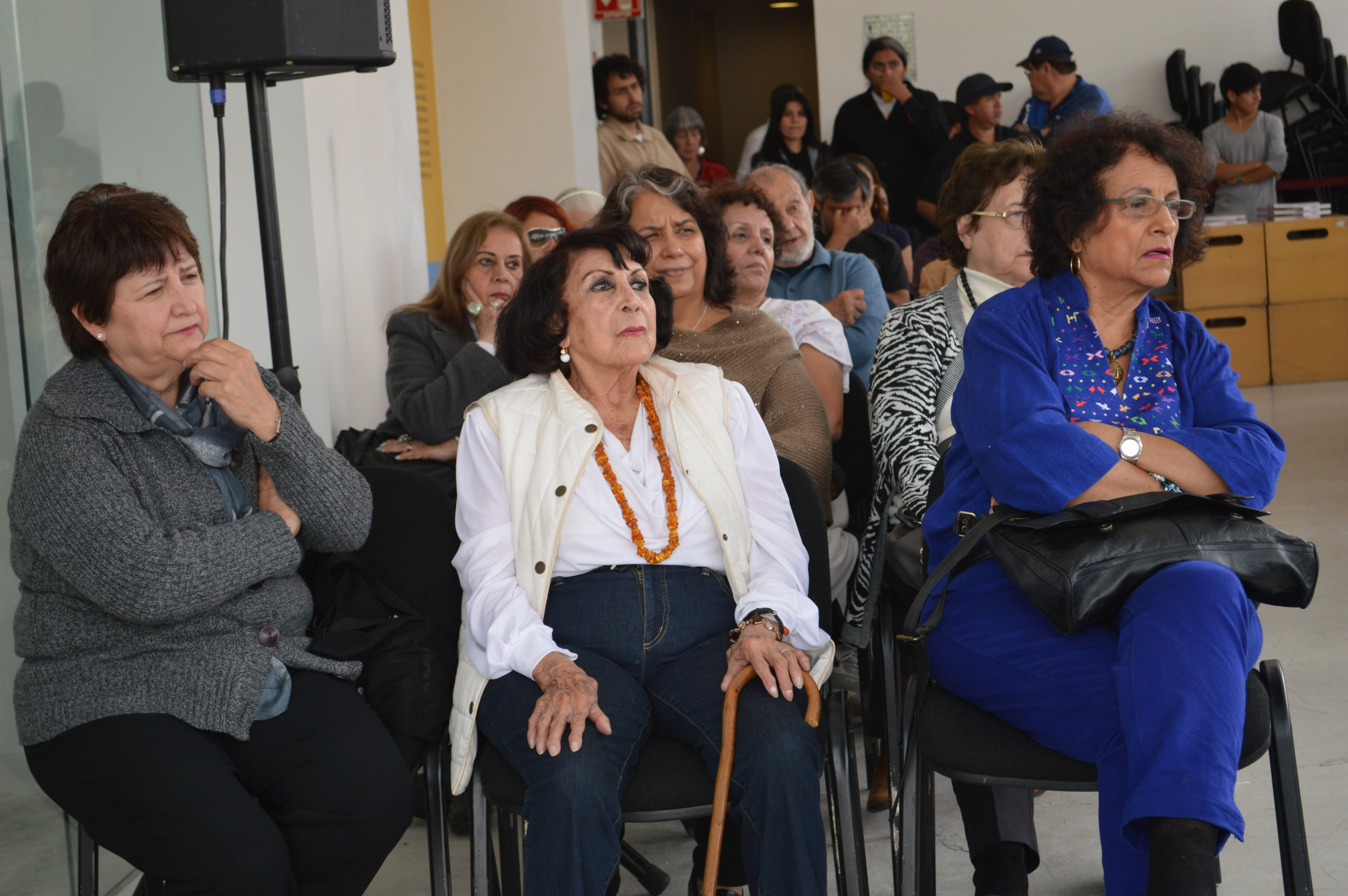
Blanca Charolet, Geles Cabrera y Edwina Vargas Dulche en la presentación de Mujeres del Salón de la Plástica Mexicana en el Museo del Estanquillo, CDMX

Fue fundadora de la Sociedad Mexicana de Artes Plásticas, SOMART, actualmente SOMAAP y de la Asociación de Artistas Plásticos de México, A.C. (ARTAC) de la que es Consejera de Honor, es también miembro del Salón de la Plástica Mexicana. 
En sus 98 años, Geles ha sido artista, bailarina, maestra, madre, escultora, y directora y fundadora de su propio museo; haciéndose un espacio en el mundo artístico y cotidiano que se contrapone más allá de las expectativas sociales de las mujeres.

## Obra
Desde el comienzo, su obra llamó la atención al desarrollarse libre del estilo nacionalista hegemónico en la época. En su trabajo escultórico, prevalecen las figuras femeninas y masculinas, en pareja o individualmente, figuras recostadas, rostros poco detallados y formas orgánicas que refieren al cuerpo humano desde la sensualidad, en donde las figuras exhiben rasgos codificados como femeninos, como el cabello largo y los senos, al tiempo que conservan su distintivo estilo abstracto, interpretadas a estilo propio, explorando con diversos materiales como el bronce, la piedra, el mármol, el alambre, diferentes metales y el papel periódico.
Mucho antes de que México recibiera la influencia de Henry Moore, Geles Cabrera se había distanciado por intuición propia del realismo. Aunque la figura se mantuvo siempre como una constante en su trabajo, su tratamiento e interpretación fueron distintos a lo convencional, distanciados de los modelos clásicos, dirigiéndose más hacia una síntesis lírica. Cabrera alcanzó el éxito en la década de 1950 junto a la Generación de la Ruptura: un grupo de artistas mexicanos que se apartó de los legados del muralismo. Su trabajo y la representación de las formas humanas que caracterizaban su escultura en ese entonces se alinearon muy bien con los cambios en el arte mexicano que se alejaban de la representación clásica y el nacionalismo, para dirigirse hacia la abstracción y el individualismo.
Las primeras obras en terracota que exhibió fueron reseñadas por Paul Westheim y Margarita Nelken, entre otros críticos de renombre de la época. Ese mismo año, colaboró con Alfonso Pallares (quien fue su maestro de danza morfocromofónica) y Luis Barragán en la creación de la Morfocromofonia: una integración del pensamiento arquitectónico con el color, la música, la luz y los movimientos improvisados por medio de la danza, un experimento sinestésico que es uno de los episodios olvidados de la vanguardia.
Las obras de Geles Cabrera se caracterizan por su cualidad orgánica, en la que son obras escultóricas pero no dejan de ser también piedras; esta vocación por la intemperie, demuestra un entendimiento profundo de los valores escultóricos en las culturas ancestrales de México.

## Museo Geles Cabrera
En 1966, Geles Cabrera fundó su propio espacio de exhibición escultórica: el “Museo Geles Cabrera” en la calle Xicoténcatl en Coyoacán, CDMX, entonces Distrito Federal; el cual mantuvo activo durante cuatro décadas y con entrada gratuita, sosteniéndolo de su sueldo como maestra de actividades estéticas en la UNAM. Este espacio, partía de la premisa de lo comunitario, sirviendo como un espacio público donde además de realizar un recorrido autobiográfico de su obra, acercaba la misma a la comunidad de forma gratuita. Fue directora del mismo y gestionó el espacio a la par de sus labores como madre.

## Premios y distinciones

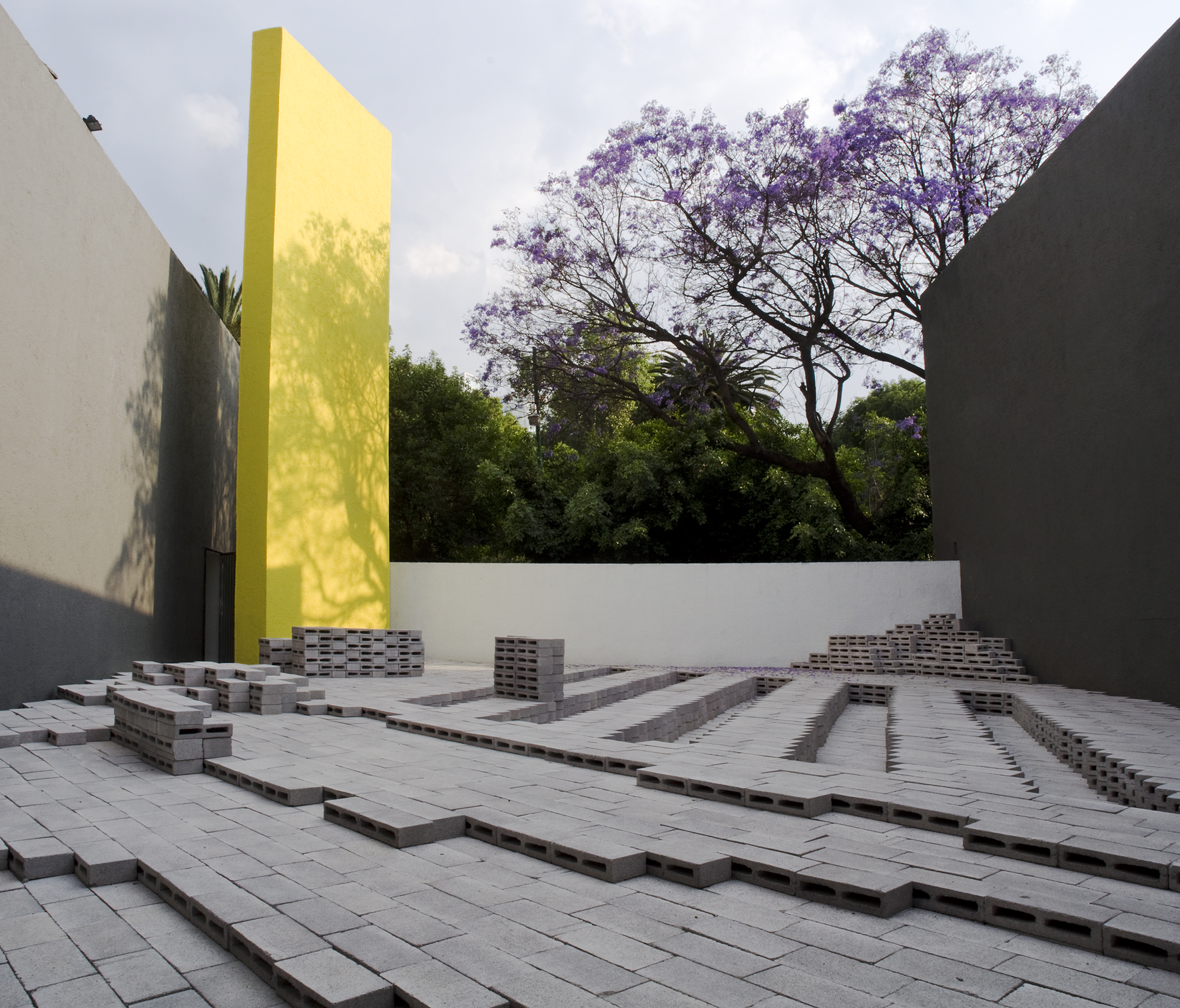
Museo Experimental El Eco

Ha sido acreedora de distintos premios y distinciones, entre los que se encuentran:
- I Premio, XXXI Salón de Bellas Artes de La Habana, Cuba (1949).
- Mención Honorífica III Bienal Nacional de Escultura INBA, México (1967).
- Gran Premio de Escultura Kiter Peter en la VI Bienal del Humor y de la Sátira, Gabrovo, Bulgaria (1985).
- Mención Honorífica Premio Coatlicue, Comu Arte Mujeres en el Arte, México (2004)
- Premio Coatlicue, Comu Arte, Mujeres en el Arte, México (2011).
- Beca de Creador Artístico del FONCA, México (1994 y 1998).
- Además, ha fungido como jurado en importantes concursos, así como en el Premio Nacional de Ciencias y Artes de 2011.

## Exposiciones
Cuenta con 30 exposiciones individuales en México y el extranjero, así como innumerables exposiciones colectivas, entre las que destacan:
- Su primera exposición individual en la Galería Mont Orendain, en 1948; con la que se convierte en la primera escultora mexicana en exhibir su obra de manera individual.
- “Formas ambientales”, en 1971, en donde trabajó con plexiglás termoformado, con lo que dotó de color, transparencia y movimiento a sus piezas.
- “Primera Escultora de México” en el Museo Experimental el Eco, 2018.[8]
- “Geles Cabrera”, Galería Agustina Ferreyra, México, 2019.
- “Siembra: Dalton Gata & Geles Cabrera”, en Kurimanzutto, México, 2021.
- “Monumental. The Public Dimension of Sculpture”, Museo de Arte Moderno, México, 2021.
- “Geles Cabrera: Museo Escultórico”, en Americas Society, New York, US, 2022. Curada por Aimé Iglesias Lukin, Tie Jojima, y Rachel Remick.
- “Nosotrxs”, en Galería Agustina Ferreyra, México en 2022.

## Algunas publicaciones
- 1990. Geles Cabrera, otra actitud en la escultura. Editor Instituto Mexiquense de Cultura

- 1990. Otra actitud en la escultura. Con Aurora Marya Saavedra. Editor Gobierno del Estado de México, 60 pp

- 1988. Imaginación de la materia: Geles Cabrera. Editor Asoc. de Artistas Plásticos de México, Comité Nacional Mexicano de la Ass. internationale des arts plastiques, AIAP, UNESCO